# ASAH1
ASAH1 (англ. N-acylsphingosine amidohydrolase 1) – білок, який кодується однойменним геном, розташованим у людей на короткому плечі 8-ї хромосоми. Довжина поліпептидного ланцюга білка становить 395 амінокислот, а молекулярна маса — 44 660.
| 10         |  | 20         |  | 30         |  | 40         |  | 50         |
| ---------- |  | ---------- |  | ---------- |  | ---------- |  | ---------- |
| MPGRSCVALV |  | LLAAAVSCAV |  | AQHAPPWTED |  | CRKSTYPPSG |  | PTYRGAVPWY |
| TINLDLPPYK |  | RWHELMLDKA |  | PVLKVIVNSL |  | KNMINTFVPS |  | GKIMQVVDEK |
| LPGLLGNFPG |  | PFEEEMKGIA |  | AVTDIPLGEI |  | ISFNIFYELF |  | TICTSIVAED |
| KKGHLIHGRN |  | MDFGVFLGWN |  | INNDTWVITE |  | QLKPLTVNLD |  | FQRNNKTVFK |
| ASSFAGYVGM |  | LTGFKPGLFS |  | LTLNERFSIN |  | GGYLGILEWI |  | LGKKDVMWIG |
| FLTRTVLENS |  | TSYEEAKNLL |  | TKTKILAPAY |  | FILGGNQSGE |  | GCVITRDRKE |
| SLDVYELDAK |  | QGRWYVVQTN |  | YDRWKHPFFL |  | DDRRTPAKMC |  | LNRTSQENIS |
| FETMYDVLST |  | KPVLNKLTVY |  | TTLIDVTKGQ |  | FETYLRDCPD |  | PCIGW      |

A: Аланін

C: Цистеїн

D: Аспарагінова кислота

E: Глутамінова кислота

F: Фенілаланін

G: Гліцин

H: Гістидин

I: Ізолейцин

K: Лізин

L: Лейцин

M: Метіонін

N: Аспарагін

P: Пролін

Q: Глутамін

R: Аргінін

S: Серин

T: Треонін

V: Валін

W: Триптофан

Кодований геном білок за функцією належить до гідролаз. 
Задіяний у такому біологічному процесі, як альтернативний сплайсинг. 
Локалізований у лізосомі.